# Paulhac (Górna Garonna)
Paulhac – miejscowość i gmina we Francji, w regionie Oksytania, w departamencie Górna Garonna.
Według danych na rok 1990 gminę zamieszkiwały 684 osoby, a gęstość zaludnienia wynosiła 49 osób/km² (wśród 3020 gmin regionu Midi-Pyrénées Paulhac plasuje się na 475. miejscu pod względem liczby ludności, natomiast pod względem powierzchni na miejscu 824.).